# 248183 Peisandros
248183 Peisandros este o planetă minoră (asteroid), cu un diametru de 12,224 km, din Asteroid troian al lui Jupiter. A fost descoperită pe 13 ianuarie 2005 la Jura-Observatorium⁠(d) de Michel Ory⁠(d). 
Obiectul prezintă o orbită caracterizată de o semiaxă mare de 5,1668780694252 UAi, o excentricitate de 0,054, o înclinație de 15 ° în raport cu ecliptica.